# EC Kitzbühel
EC Kitzbühel – austriacki klub hokeja na lodzie z siedzibą w Kitzbühel.

## Historia
W 2012 klub został przyjęty do rozgrywek Inter-National-League, a po ich zaprzestaniu w 2016 włączony do Alps Hockey League.

## Sukcesy
- Złoty medal Nationalligi: 1976 (zachód), 1996, 2004, 2005, 2014
- Złoty medal mistrzostw Austrii amatorów: 2014